# Vilhelm Bjerknes
Vilhelm Friman Koren Bjerknes (14 marzo 1862 – 9 aprile 1951) è stato un fisico norvegese.

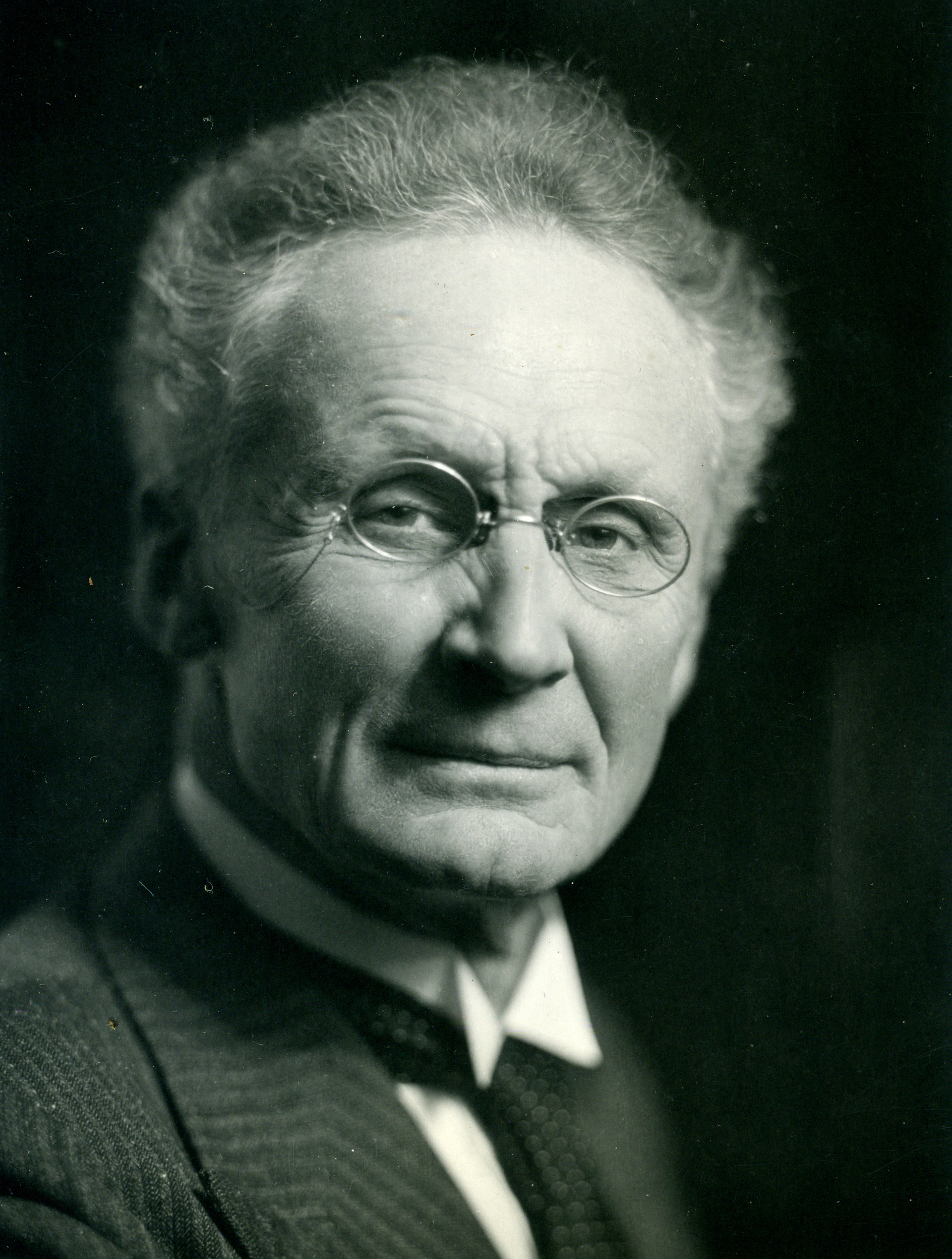
Vilhelm Bjerknes

Ha contribuito molto a fondare e sviluppare la Scuola norvegese di meteorologia di Bergen che ha avuto successo nel far progredire la meteorologia all'inizio del XX secolo e la moderna pratica delle previsioni del tempo, formulando le equazioni primitive dei moti geofisici che sono ancora in uso nella previsione numerica del tempo e nella modellazione dell'atmosfera e dell'oceano.

## Biografia
Nato a Christiania (poi ribattezzata Oslo), Bjerknes godette di una precoce esposizione alla fluidodinamica, come assistente del padre, Carl Anton Bjerknes, che aveva scoperto mediante analisi matematiche le azioni apparenti a distanza tra corpi pulsanti e oscillanti in un fluido, e la loro analogia con le azioni elettriche e magnetiche a distanza. Apparentemente non era stato fatto alcun tentativo di dimostrare sperimentalmente le teorie a cui era pervenuto il professore più anziano fino a quando Vilhelm Bjerknes, all'epoca di circa 17 o 18 anni, rivolse le sue conoscenze matematiche e le sue capacità meccaniche alla concezione di una serie di strumenti con cui - noti fenomeni di elettricità e magnetismo - venivano illustrati e riprodotti da sfere e dischi e membrane posti in vibrazione ritmica in un bagno contenente un fluido viscoso come lo sciroppo. Queste dimostrazioni costituirono la mostra più importante del dipartimento di fisica all'Exposition Internationale d'Électricité tenutasi a Parigi nel 1881 e suscitarono il massimo interesse nel mondo scientifico.
Vilhelm Bjerknes divenne assistente di Heinrich Hertz a Bonn dal 1890 al 1891 e diede contributi sostanziali al lavoro di Hertz sulla risonanza elettromagnetica. Riuscì a dare la spiegazione del fenomeno chiamato "risonanza multipla", scoperto da Sarasin e De la Rive. Continuando i suoi esperimenti all'Università di Christiania (1891-1892), dimostrò sperimentalmente l'influenza che la conduttività e le proprietà magnetiche dei conduttori metallici esercitano sulle oscillazioni elettriche, e misurò la profondità alla quale le oscillazioni elettriche penetrano nei metalli di diversa conducibilità e permeabilità magnetica (l'"effetto pelle"). Infine, nel 1895 fornì una teoria completa del fenomeno della risonanza elettrica, coinvolgendo un metodo di utilizzo di esperimenti di risonanza per la determinazione delle lunghezze d'onda, e specialmente dello smorzamento (il decremento logaritmico) delle oscillazioni nel trasmettitore e nel ricevitore delle oscillazioni elettriche. Questi metodi hanno contribuito molto allo sviluppo della telegrafia senza fili. I suoi articoli sulle oscillazioni elettriche furono pubblicati negli Annalen der Physik (1891-1895).
Nel 1895 divenne professore di meccanica applicata e fisica matematica all'Università di Stoccolma, dove era stato docente dal 1893. Lì spiegò l'interazione fondamentale tra fluidodinamica e termodinamica. Il suo contributo principale sono state le equazioni primitive utilizzate nei modelli climatici. Fu questo lavoro che ispirò sia V. Walfrid Ekman che Carl-Gustav Arvid Rossby ad applicarlo ai movimenti su larga scala negli oceani e nell'atmosfera e per rendere fattibili le moderne previsioni del tempo. Lo stesso Bjerknes aveva previsto le possibili applicazioni già nel 1904. Questo attacco ai problemi meteorologici da un punto di vista idrodinamico fu sostenuto dopo il 1906 dalla Carnegie Institution di Washington, D.C., di cui divenne ricercatore associato. Due volumi introduttivi, Statica e cinematica, di un'opera più ampia, Meteorologia dinamica e Idrografia, furono pubblicati nel 1913 sotto gli auspici dell'Istituzione.
Nel suo lavoro del 1906 Fields of force, Bjerknes fu il primo a descrivere e derivare matematicamente le forze traslazionali sulle bolle in un campo acustico, ora note come forze di Bjerknes.
Nel suo Vorlesungen über Hydrodynamische Fernkräfte nach C. A. Bjerknes Theorie (1900-1902) diede la prima esposizione matematica e sperimentale completa delle scoperte di suo padre, la cui età e l'eccessiva autocritica gli avevano impedito di finire il suo lavoro da solo. In un libro successivo, Die Kraftfelder (1909), ha affermato la stessa teoria in una forma molto generalizzata secondo metodi suoi.
Nel 1907, Bjerknes tornò alla Royal Frederick University di Oslo prima di diventare professore di geofisica all'Università di Lipsia nel 1912. Nel 1916 iniziò la pubblicazione Synoptische Darstellung atmosphärischer Zustände über Europa. Nel 1917 fondò l'Istituto Geofisico dell'Università di Bergen dove scrisse il suo libro Sulla dinamica del vortice circolare